# ژانا برگندورف
ژانا برگندورف (به انگلیسی: Zhana Bergendorff) (زاده ۲۰ اکتبر ۱۹۸۵) خواننده بلغاری است.